# Zastražišće
Zastražišće je malo brdsko mjesto na otoku Hvaru, u sastavu općine Jelsa.

## Zemljopisni položaj
Nalazi se na 43° 8' 43" sjeverne zemljopisne širine i 16° 50' 8" istočne zemljopisne dužine, 8 km zapadno od Gdinja, 5 km od Selaca Bogomoljskih i 8 km od Bogomolja te 4 km istočno od Poljica.
Od općinskog središta Jelse je udaljeno 14 km, a nalazi se na nadmorskoj visini od 193 m.
U zastražišću se nalazi i po istraživanju iz 1962. g. 2500 godina stara maslina u vlasništvu obitelji Tihomir Beroš (Matunov) na lokaciju Kuharača.

## Šport
U Zastražišću je nekad djelovao nogometni klub Bura odnosno Sloga.

## Stanovništvo
| broj stanovnika | 219   | 493   | 497   | 481   | 520   | 628   | 625   | 638   | 597   | 618   | 564   | 421   | 328   | 300   | 230   | 177   | 126   |
|                 | 1857. | 1869. | 1880. | 1890. | 1900. | 1910. | 1921. | 1931. | 1948. | 1953. | 1961. | 1971. | 1981. | 1991. | 2001. | 2011. | 2021. |

U podacima popisa iz 1869. sadrži podatke za naselje Poljica.

## Ime
Ime dolazi od stražarnice na brdu Vela Glava (305 m). Na kojem su bile postavljene zadnje straže grada Hvara, Vela Glava dominira ovim krajem i na njoj je postavljena stražarnica za dojavu požara. S brda Vela Glava pruža se prekrasan pogled na Makarsko primorje sa sjeverne strane i na Pelješac i Korčulu s južne strane.

## Zaseoci
Zastražišće se sastoji od nekoliko zaselaka: Mola Bonda, Podstrana, Donje Polje i Grudac. Zajednička su im škola, groblje, župna crkva Sv. Nikole koja se nalazi na malenom brežuljku i potječe s kraja 19. st. U selu postoji i crkva Sv. Barbare. Selo je okruženo vinogradima, maslinama i poljima lavande. Iz zastražišća se dolazi i do nekoliko uvala na sjevernoj obali Hvara.
Zastražiške uvale na sjevernoj strani gledajući od zapada prema istoku su: Vela Stiniva, Stanji Mir, Sinjava, Dubac, Kjušna, Kruševa i Pokrvenik. Osim Vele Stinive Pokrvenika i Dubca ostale uvale nisu nastenjene u zimskim mjesecima. U zimskim mjesecima u uvali Dubac jedini žitelj je poznati Hvarski ribar Ignacije Zaninović sa svojim brodom Fantazija. Zastražiške uvale na sjevernoj strani gledajući od zapada prema istoku su: Vela Stiniva, Stanji Mir, Sinjava, Dubac, Kjušna, Kruševa i Pokrvenik. Osim Vele Stinive Pokrvenika i Dubca ostale uvale nisu nastenjene u zimskim mjesecima. U zimskim mjesecima u uvali Dubac mjesto ima samo jednog stanovnika.

## Znamenitosti
- Crkva sv. Barbare, zaštićeno kulturno dobro
- Špilja u Pokriveniku, zaštićeno kulturno dobro

## Vanjske poveznice
- Zastražišće na fallingrain.com
- Zastražišće  Arhivirana inačica izvorne stranice od 11. lipnja 2009. (Wayback Machine) na jelsa.hr